# 艳火尾雀
艳火尾雀（学名：Stagonopleura bella），是梅花雀科的一种，为澳大利亚的特有种。该物种的保护状况被评为无危。
艳火尾雀的平均体重约为15.0克。栖息地包括亚热带或热带的（低地）湿润疏灌丛和乡村花园。